# 김대한 (축구 선수)
김대한(1994년 4월21일 ~ )은 대한민국의 축구 선수이며, 포지션은 미드필더이다.